# Miroslav Šimek
Miroslav Šimek, né le 27 janvier 1959 à Turnov, est un céiste tchèque pratiquant le slalom.

## Palmarès

### Jeux olympiques de canoë-kayak slalom
- 1992 à Barcelone,  Espagne
  -  Médaille d'argent en C-2 slalom
- 1996 à Atlanta,  États-Unis
  -  Médaille d'argent en C-2 slalom [1]